# 赫尼拉奧爾日察河

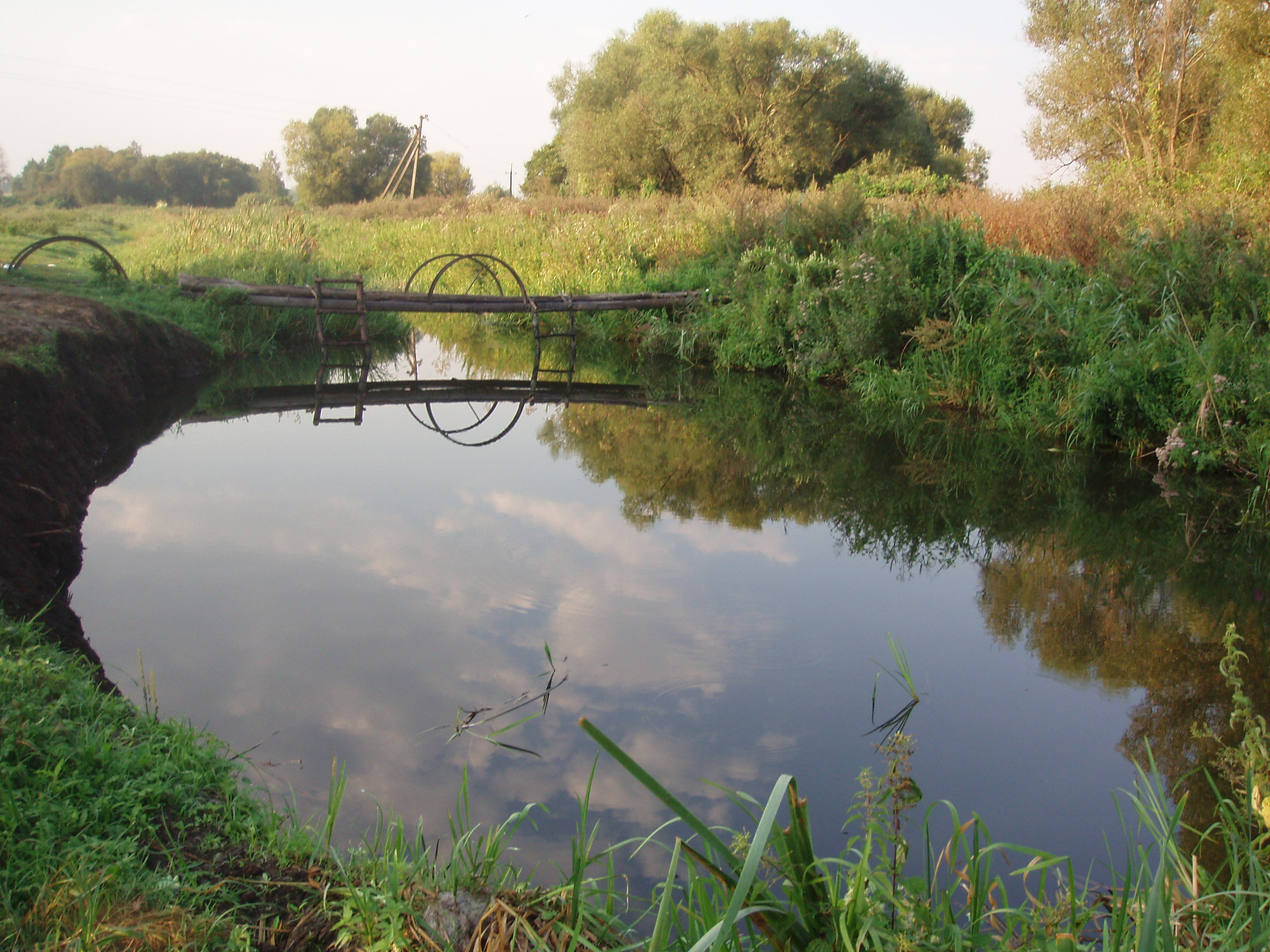
赫尼拉奧爾日察河

赫尼拉奧爾日察河（烏克蘭語：Гнила Оржиця），是烏克蘭的河流，位於該國中北部，屬於奧爾日察河的支流，發源自舊奧爾日察附近，流經基輔州和波爾塔瓦州，河道全長98公里。